# Jadwiga Czypionka
Jadwiga Czypionka (ur. 14 sierpnia 1900 w Janowie, zm. ?) – polska nauczycielka, działaczka kulturalno-oświatowa.

## Życiorys
Urodziła się 14 sierpnia 1900 roku w Janowie (późniejsza część Katowic) w rodzinie robotniczej Jana i Rozalii.
Była członkinią Towarzystwa Oświaty na Śląsku im. św. Jacka, a w okresie plebiscytu na Górnym Śląsku była aktywna w kampanii plebiscytowej na terenie Katowic. W latach 1920–1921 była słuchaczką kursu na nauczycieli. Maturę zdała w Katowicach w 1928 roku, a drugi egzamin nauczycielski (praktyczny) w Chwałowicach w 1935 roku. Nauczała w szkole powszechnej. 
W okresie II wojny światowej została aresztowana przez Gestapo w Chwałowicach 25 maja 1940 roku i jeszcze tego samego dnia została osadzona w KL Ravensbrück jako więźniarka polityczna. Zwolniono ją 25 września tego samego roku. Po wyzwoleniu przebywała w Chwałowicach, Janowie i Będzinie. Po II wojnie światowej była nauczycielką w Janowie, a w latach 70. XX wieku mieszkała w Katowicach przy ulicy Leśnego Potoku.